# Fredrik Johansson (Skispringer)
Fredrik Johansson (* 14. Juli 1974 im Kirchspiel Västerlövsta, Gemeinde Heby) ist ein ehemaliger schwedischer Skispringer.

## Werdegang
Am 4. März 1992 trat Johansson, der für den Verein IF Friska Viljor startete, erstmals bei einem Springen im Skisprung-Weltcup an. In Örnsköldsvik erreichte er dabei auf der Normalschanze den 48. Platz. Ein Jahr später bestritt er in Liberec erneut ein Springen im Weltcup. Dabei konnte er mit Platz 13 auf der Normal- und Platz 20 auf der Großschanze seine ersten Weltcup-Punkte gewinnen.
Bei den Olympischen Winterspielen 1994 in Lillehammer sprang Johansson auf der Normalschanze auf den 43. und auf der Großschanze auf den 40. Platz. Im Teamspringen erreichte er gemeinsam mit Mikael Martinsson, Staffan Tällberg und Johan Rasmussen den 10. Platz.
Nachdem die Saison 1994/95 nur mäßig für Johansson begonnen hatte, trat er ab 1995 im Continental Cup an, blieb jedoch auch dort ohne Erfolge. 1995 gehörte er zudem zum schwedischen Aufgebot für die Nordische Skiweltmeisterschaft in Thunder Bay, und sprang von der Normalschanze auf den 30. und von der Großschanze auf den 29. Platz.
Bei den Schwedischen Meisterschaften 1996 gewann Johansson von der Normalschanze die Goldmedaille. Kurz zur hatte er bei der Skiflug-Weltmeisterschaft 1996 am Kulm den 42. Platz erreicht.
Am 18. Januar 1997 konnte er in Sapporo mit Platz 24 erstmals wieder nach zwei Jahren in die Punkteränge springen. Es war jedoch sein letzter Punktgewinn im Skisprung-Weltcup. Bei der Nordischen Skiweltmeisterschaft 1997 in Trondheim sprang Johansson auf der Normalschanze (K90) auf den 42. und auf der Großschanze (K120) auf den 51. Platz. zwei Wochen später bestritt er in Falun sein letztes Weltcup-Springen. Nach Abschluss der Saison konnte er bei den Schwedischen Meisterschaften 1997 erneut die Goldmedaille von der Normalschanze gewinnen.
Mit der Teilnahme an der Nordischen Skiweltmeisterschaft 1999 in Ramsau am Dachstein, bei der er jedoch auch nur noch hintere Plätze belegen konnte, beendete er seine aktive Skisprungkarriere.